# الدوري الكوري الشمالي لكرة القدم
الدوري الكوري الشمالي لكرة القدم هي مسابقة كرة القدم بين أندية كوريا الشمالية .
البطل الحالي هو نادي 25 أبريل.

## وصلات خارجية
- football for the Peoples. North Korea
- North Korea - List of Champions at RSSSF